# ويليام جونسون (لاعب كرة قدم)
ويليام جونسون (بالإنجليزية: Bill Johnson)‏ (و. 1926 – 2011 م) هو لاعب كرة قدم، ولاعب كرة قدم أمريكية، من الولايات المتحدة، ولد في تايلر، تكساس، يلعب كمركز ‏، توفي في فورت مايرز، عن عمر يناهز 85 عاماً.